# Sympistis
Sympistis is een geslacht van vlinders van de familie Uilen (Noctuidae), uit de onderfamilie Cuculliinae.

## Soorten
- S. albicilia Draudt, 1950
- S. besla Skin & Merg
- S. cocklei Dyar, 1904
- S. daishi Alphéraky, 1892
- S. fortis (Grote, 1880)
- S. funebris (Hübner, 1809)
- S. grumi Alphéraky, 1892
- S. heliophila (Paykull, 1793)
- S. iota Hudson, 1903
- S. lapponica (Thunberg, 1791)
- S. nigrita (Boisduval, 1840)
- S. pessota Meyrick, 1886
- S. wilsoni Barnes & Benjamin, 1924
- S. zetterstedtii Staudinger, 1857